# Pies towarzyszący

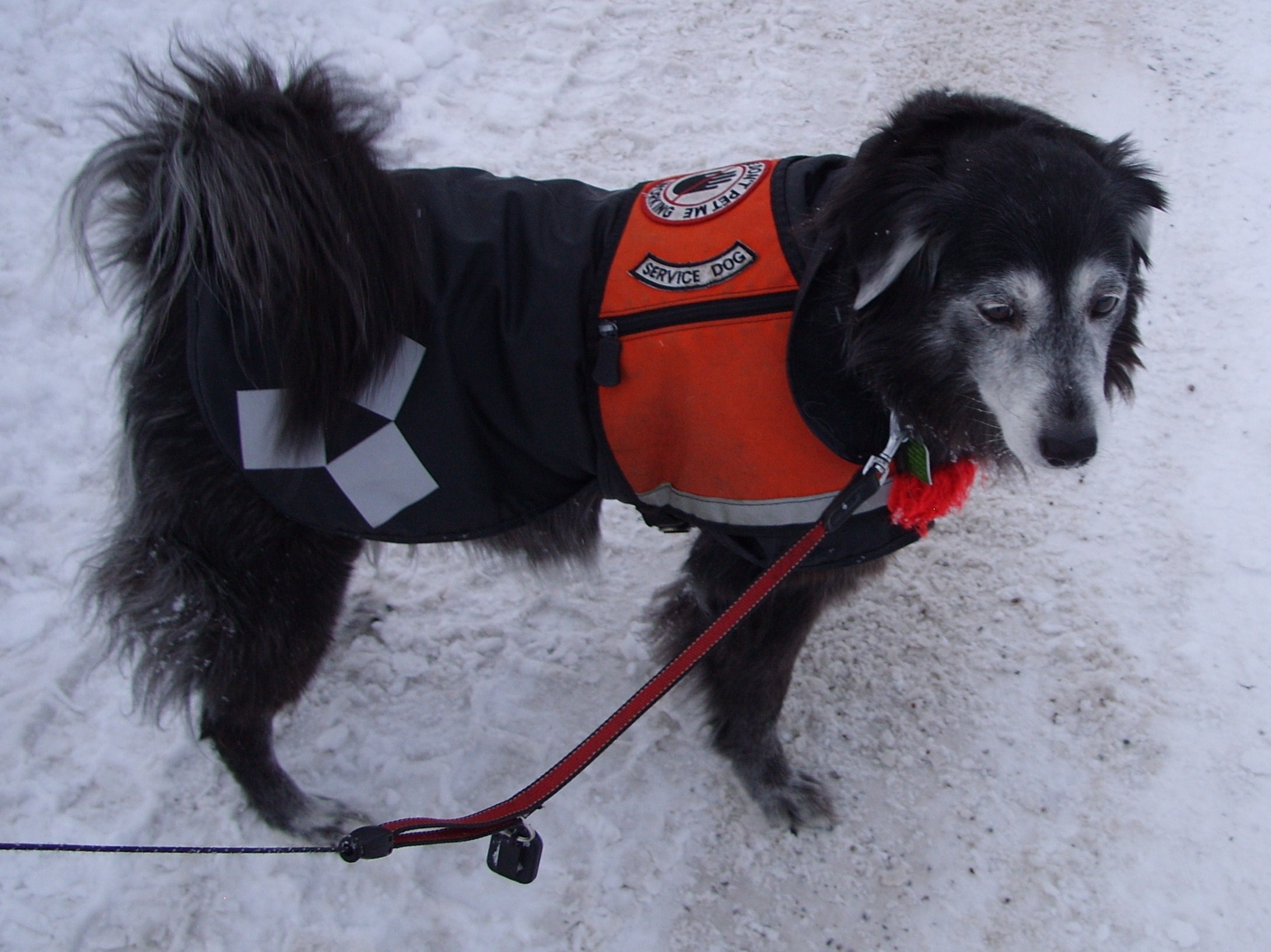
Pies towarzyszący w specjalnie oznakowanym kombinezonie

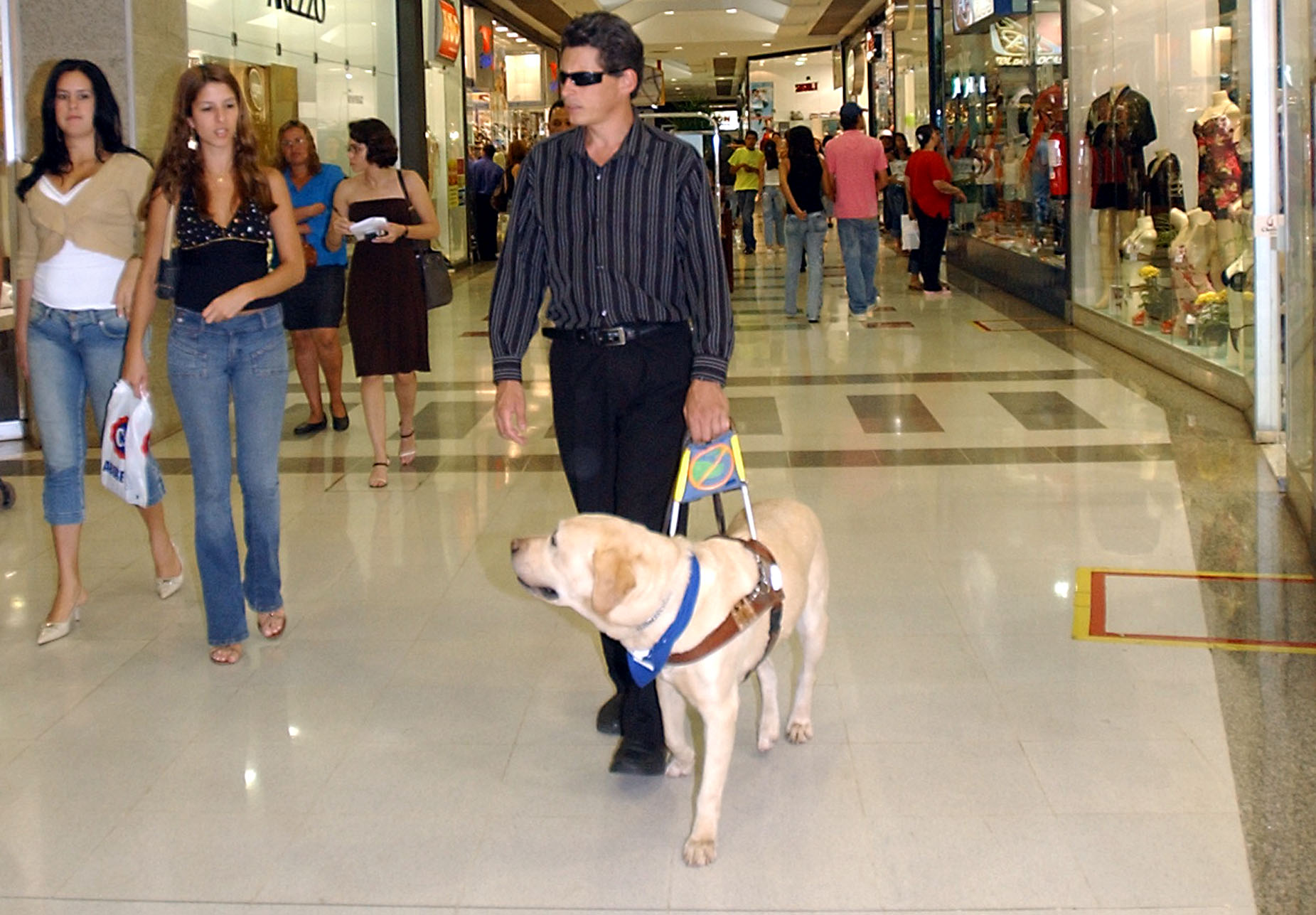
Niewidomy z psem przewodnikiem

Pies towarzyszący, pies opiekun – pies specjalnie szkolony w celu pomocy osobom z niepełnosprawnością:
- pies przewodnik lub pies asystujący (ang. guide dog, seeing-eye dog) – pies szkolony na przewodnika dla niewidomego lub niedowidzącego[1][2].
- pies dla niesłyszącego (ang. hearing dog, hearing-ear dog) – pies szkolony w kierunku rozpoznawania odgłosów domowych i wskazywania ich niesłyszącemu lub niedosłyszącemu[3].

Specjalnie szkolony jest:
- pies opiekun, reagujący na atak choroby lub innych przypadkach medycznych, np. dla osób dotkniętych zespołem stresu pourazowego – włącza alarm, sprowadza do chorego inną osobę lub ostrzega o zbliżającym się ataku choroby (stwierdzono, że psy wyczuwają zbliżający się napad padaczkowy)[3].

Typowe zadania wykonywane przez psa towarzyszącego to wyszukiwanie i podawanie przedmiotów, naciskanie przycisków, pociąganie za klamki, sygnalizowanie stanów zagrożenia.
Zadania wykonywane przez psa dla niesłyszących polegają na reagowaniu i doprowadzaniu osoby do źródeł dźwięków, na przykład dzwonka do drzwi, telefonu, budzika, zegara do gotowania, sygnału wzywania pomocy, płaczu dziecka, a także alarmu dymowego, pożarowego lub obecności tlenku węgla.
Psy selekcjonowane do asystowania niepełnosprawnym muszą wykazywać chęć współpracy z człowiekiem, być zrównoważone, nieagresywne, pozbawione skłonności do dominacji; muszą również umieć przez dłuższą chwilę skupić uwagę na jednej rzeczy. Nie mogą być lękliwe i zbytnio indywidualne. Szkolenie rozpoczyna się w wieku 18 miesięcy i trwa około pół roku. Potem odbywa się szkolenie wraz z niepełnosprawnym, w celu uwzględnienia jego indywidualnych potrzeb. 